# Jonas Hygrell
Jonas Hygrell, född den 29 mars 1781 i Stockholm, död där den 27 augusti 1840, var en svensk militär.
Johan Hygrell var son till bankokommissarie Fredrik Hygrell och Fredrika Christina Cederlöf. Han blev officer 1799, kapten vid artilleriet och adjutant för generalinspektören av artilleriet 1812, major 1814 och överstelöjtnant vid Svea artilleriregemente 1821. Hygrell var överste och chef för Svea artilleriregemente 1825–1840. Han blev generaladjutant i Generalstaben 1830.